# Eremochrysa yosemite
Eremochrysa yosemite är en insektsart som beskrevs av Banks 1950. Eremochrysa yosemite ingår i släktet Eremochrysa och familjen guldögonsländor. Inga underarter finns listade i Catalogue of Life.